# جيمس باول
جيمس باول (5 مايو 1899 - 8 مارس 1973) (بالإنجليزية: James Powell)‏ هو لاعب كريكت بريطاني (وحمل سابقاً جنسية المملكة المتحدة لبريطانيا العظمى وأيرلندا).